# سان‌فرانسیسکو دل رینکون
سان فرانسیسکو دل رینکون (به اسپانیایی: San Francisco del Rincón) از شهرهای کشور مکزیک است که در ایالت گوآناخوآتو قرار دارد و جمعیت آن طبق سرشماری سال ۲۰۱۰ میلادی ۷۱٬۱۳۹ نفر بوده است.